# Estação Irajá
Estação Irajá é uma estação de metrô do Rio de Janeiro. Situa-se no local da antiga estação de trem de Irajá, aberta em 1883 pela Estrada de Ferro Rio D'Ouro e fechada em 1961, sendo demolida posteriormente ao fim da ferrovia. No período entre essas estações, chegou a ser construído no local um prédio que durou por vários anos.
Inaugurada inicialmente em 1983, com o processo de expansão do metrô para a baixada, a Estação Irajá foi construída no encontro das avenidas Avenida Pastor Martin Luther King Júnior e  Monsenhor Félix, as mais importantes do bairro.
No entanto, após a ocorrência de um vazamento de uma adutora da CEDAE nas proximidades do bairro de Engenho da Rainha em 1985, o trecho da linha até Irajá acabou interditado e a estação, fechada.
Com a retomada das obras de expansão da Linha 2 em meados da década de 1990, a primeira edificação foi demolida, dando origem a uma reconstrução do trecho local no formato elevado e de um novo prédio, que veio a ser inaugurado em setembro de 1998.

## Acessos
A estação possui 2 acessos: 
- Acesso A - Avenida Monsenhor Félix
- Acesso B - Estrada Padre Roser